# Diplycosia carrii
Diplycosia carrii är en ljungväxtart som beskrevs av Herman Otto Sleumer. Diplycosia carrii ingår i släktet Diplycosia och familjen ljungväxter. Inga underarter finns listade i Catalogue of Life.